# 馮子材

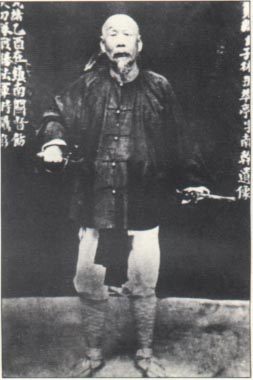
馮子材

馮 子材（ふう しざい、Feng Zicai、1818年 - 1903年）は、清の軍人。馮子才とも書く。字は翠亭。広東省欽州（現在の広西チワン族自治区欽州市）の出身。

## 経歴
早年に天地会蜂起軍に加わったが後に清に降った。
向栄の部隊に属し太平天国軍と戦い、張国樑の部に転属され副将に昇進、鎮江に駐屯した。咸豊10年（1860年）の第二次江南大営攻略で張国樑が落命すると、その軍をとりまとめて総兵に昇進、鎮江に駐屯して6年、百余回の攻撃を受けたが、ことごとく撃退した。太平天国の平定後、広西提督として貴州省のミャオ族の反乱鎮圧の応援と呉亜終・潘新簡の討伐にあたった。
その後引退していたが、光緒10年（1884年）に清仏戦争が発生すると両広総督張之洞により広西提督に再起用され、李秉衡・王徳榜などを率いてベトナム北部での戦いにあたった。光緒11年（1885年）に広西巡撫潘鼎新の命令で友誼関（鎮南関、現在の憑祥市）へ侵攻、重火器を揃えたフランス軍に対し、矛を携え接近戦で大打撃を与え、加えて諒山を攻めた（鎮南関の戦い）。この時70歳近くとされる。
清仏戦争終結後は雲南提督となった。
光緒20年（1894年）に日清戦争が発生すると、江南で旧部下を集めていたが、光緒21年（1895年）に下関条約が成立したため帰った。光緒26年（1900年）に義和団の乱がおこると再び兵を集めて北京に入ろうとしたが、光緒帝はその忠勇をほめて制止した。
死後、勇毅の諡号が贈られた。